# ツバキカンザクラ
ツバキカンザクラ（椿寒桜、学名: Prunus × introtsa 'Introrsa' ）はサクラの園芸品種の一つである。カンヒザクラまたはカンザクラとカラミザクラの雑種と考えられている。原木は愛媛県松山市居相町の伊豫豆比古命神社にある。
密集して次々と花をつけ、かつ散りにくいため花期は長く、満開時には華麗な姿を楽しむことができる。松山市をはじめ愛媛県で広く栽培されているほか、愛媛県外にも広がっている。別名ハツビジン（初美人）。

## 由来
愛媛県松山市周辺は独特のサクラの品種が多いことで知られているが、本品種は、1902年（明治35年）頃に台湾から松山市に持ち込まれたカンヒザクラ（寒緋桜、C. campanulata ）と、1909年（明治42年）頃に上海から持ち込まれたカラミザクラ（シナミザクラ、唐実桜/支那実桜、C. pseudocerasus ）の間の自然交雑で生じた種間雑種と考えられている。ただし、カンザクラ（寒桜、Prunus × kanzakura ）とカラミザクラの雑種であるとする説もある。
愛媛県松山市の伊豫豆比古命神社の山門横で、地元の植物研究家八木繁一によって発見された。1963年（昭和38年）に著書『伊予の桜図譜』で報告され、1967年（昭和42年）に記載された。「ツバキカンザクラ」の名は、伊豫豆比古命神社の通称「椿宮」「椿神社」にちなむ。原木はその後境内に移植されている。「ハツビジン」（初美人）とも呼ばれる。

## 特徴

### 樹形
落葉性の小高木で、樹形は傘状。カラミザクラの系統を引く品種に多く見られる特徴であるが、樹幹から気根を生じる。

### 花
つぼみは紅色で、花は2月中旬から3月上旬にかけて開花する。花序は散形状で、通常は5花をつけるが、4-6花のこともある。5弁の一重咲きで、花径は2.5-3.0センチメートル。花色は強い紅色から紅紫色、または淡紅色。香りはないが、密集して花をつけ、蕾が次々とできて、かつ散りにくいため花期は長く、満開時には華麗な姿を楽しむことができる。花弁は5枚で、長さは約1.2センチメートル。形状は楕円形または卵形であり、花弁の先端には切れ込みが入る。花弁は内側に曲がり、花全体としてはやや盃状になるのが特徴である。
萼筒は無毛の盃状をしており、先端が開く。長さは約4ミリメートル。萼片は三角形で縁毛がある。苞は約1-2ミリメートルである。花柄は約7ミリメートル、小花柄は約6-10ミリメートルで、ともに少数の毛があるため、他のカンザクラ類の栽培品種と区別できる。
不稔性のため、果実はできない。

### 葉
葉は卵形または倒卵形で、長さ約10センチメートル、幅5.0-5.5センチメートルまで成長する。基部は円形、鋸歯は重鋸歯で、先端は鋭尖形。表は光沢のある暗緑色で、裏は淡緑色である。葉柄は5-8ミリメートルである。

## 分布
松山市をはじめ愛媛県では広く栽培されているほか、県外にも広がっているが、東京周辺では珍しい。前述の通り不稔性であることから、接ぎ木によって広められている。